# Konrad Kraft
Konrad Kraft (* 4. April 1920 in Reisdorf/Kreis Pfaffenhofen; † 22. Oktober 1970 in Frankfurt am Main) war ein deutscher Althistoriker und Numismatiker.

## Leben und Forschungen
Nach dem Abitur in Freising im Jahr 1938 wurde Kraft im Zweiten Weltkrieg zum Militärdienst gegen Frankreich, Polen und Russland eingezogen. Für seine Tapferkeit und Führungsqualitäten wurde er mit hohen Kriegsorden ausgezeichnet. Aus sowjetischer Gefangenschaft konnte er sich durch Flucht befreien. Später geriet Kraft in amerikanische Kriegsgefangenschaft, aus der er bereits im Juni 1945 entlassen wurde. Anschließend studierte er von 1946 bis 1948 Klassische Philologie und Geschichte in München und wurde 1949 in Bern bei Andreas Alföldi mit der Arbeit Zur Rekrutierung der Alen und Kohorten am Rhein und der Donau promoviert. Von 1952 bis 1959 war er Konservator an der Staatlichen Münzsammlung München und hielt parallel dazu auch Vorlesungen und Übungen an der Universität München ab. Während dieser Zeit habilitierte er sich 1954 an der Universität München bei Alexander Schenk Graf von Stauffenberg mit der Arbeit Der goldene Kranz Caesars und der Kampf um die Entlarvung des „Tyrannen“. Ab 1959 war Kraft außerordentlicher Professor für „Hilfswissenschaften der Altertumskunde“, von 1962 bis zu seinem frühen Tod im Jahr 1970 dann ordentlicher Professor für Alte Geschichte an der Universität Frankfurt am Main.
Von 1952 bis 1965 war er in verschiedenen Funktionen für die Numismatische Kommission der Länder in der Bundesrepublik Deutschland tätig. Er war Mitglied und Redaktionsleiter in der Bayerischen Numismatischen Gesellschaft. Darüber hinaus war er seit 1952 Mitglied der Römisch-Germanischen Kommission, ab 1953 korrespondierendes Mitglied und ab 1957 ordentliches Mitglied des Deutschen Archäologischen Instituts (DAI). 1962 wurde er an der Stelle des verstorbenen Hans Schaefer in die Kommission für Alte Geschichte und Epigraphik des DAI gewählt.
Kraft beschäftigte sich schwerpunktmäßig mit antiker Numismatik und Geldgeschichte. Er war gemeinsam mit Hans Gebhart Herausgeber des ab 1960 erschienenen Sammelwerks Die Fundmünzen der römischen Zeit in Deutschland und regte Literaturüberblicke zur griechischen Numismatik im Jahrbuch für Numismatik und Geldgeschichte an, dessen Mitherausgeber er seit 1952 war. Besonders wegweisend war seine Untersuchung Das Enddatum des Legionslagers Haltern, in der er anhand des Vorkommens der sogenannten Nemausus-Asse und der Lyoner Altar-Serie Datierungsansätze für eine ganze Reihe von Fundplätzen der augusteischen Germanenfeldzüge, darunter der Varusschlacht, lieferte.

## Trivia
Kraft stimmte als einziger Ordinarius gegen die Habilitation von Christian Meier an der Universität Frankfurt. Kraft hatte auch mit Theodor W. Adorno Streit.

## Schriften (Auswahl)
- Zur Rekrutierung der Alen und Kohorten an Rhein und Donau. Francke, Bern 1951 (erweiterte Fassung der Dissertation, Universität Bern 1949).
- Das Enddatum des Legionslagers Haltern. In: Bonner Jahrbücher. Band 155/156, 1955/56, S. 95–111.
- Der goldene Kranz Caesars und der Kampf um die Entlarvung des Tyrannen. In: Jahrbuch für Numismatik und Geldgeschichte. Band 5–6, 1954–1955, S, 4–97.
  - Der goldene Kranz Caesars und der Kampf um die Entlarvung des Tyrannen. 2. Auflage, Wissenschaftliche Buchgesellschaft, Darmstadt 1969 (Neuherausgabe als Monographie, um einen Nachtrag ergänzt).
- Der „rationale“ Alexander. Bearbeitet und aus dem Nachlass herausgegeben von Helga Gesche. Laßleben, Kallmünz 1971, ISBN 3-7847-7105-X.
- Das System der kaiserzeitlichen Münzprägung in Kleinasien. Materialien und Entwürfe. Mann, Berlin 1972, ISBN 3-7861-2178-8.
- Gesammelte Aufsätze zur antiken Geschichte und Militärgeschichte. 2 Bände, Wissenschaftliche Buchgesellschaft, Darmstadt 1973–1985, ISBN 3-534-06527-1, ISBN 3-534-08032-7.